# کلیسای کورپس کریستی، بریکستون
کلیسای کورپس کریستی، بریکستون (انگلیسی: Corpus Christi Church, Brixton) یک کلیسای کاتولیک در بریکستون، لندن است.
این کلیسا در تاریخ ۱۴ ژوئیه ۱۸۸۶ شروع به ساخت شده و در ۱۲ ژوئن ۱۸۸۷ ساخت آن به پایان رسیده‌است، جان فرانسیس بنتلی معمار مطرح انگلستانی این کلیسا را ساخته‌است.